# Bambocciade

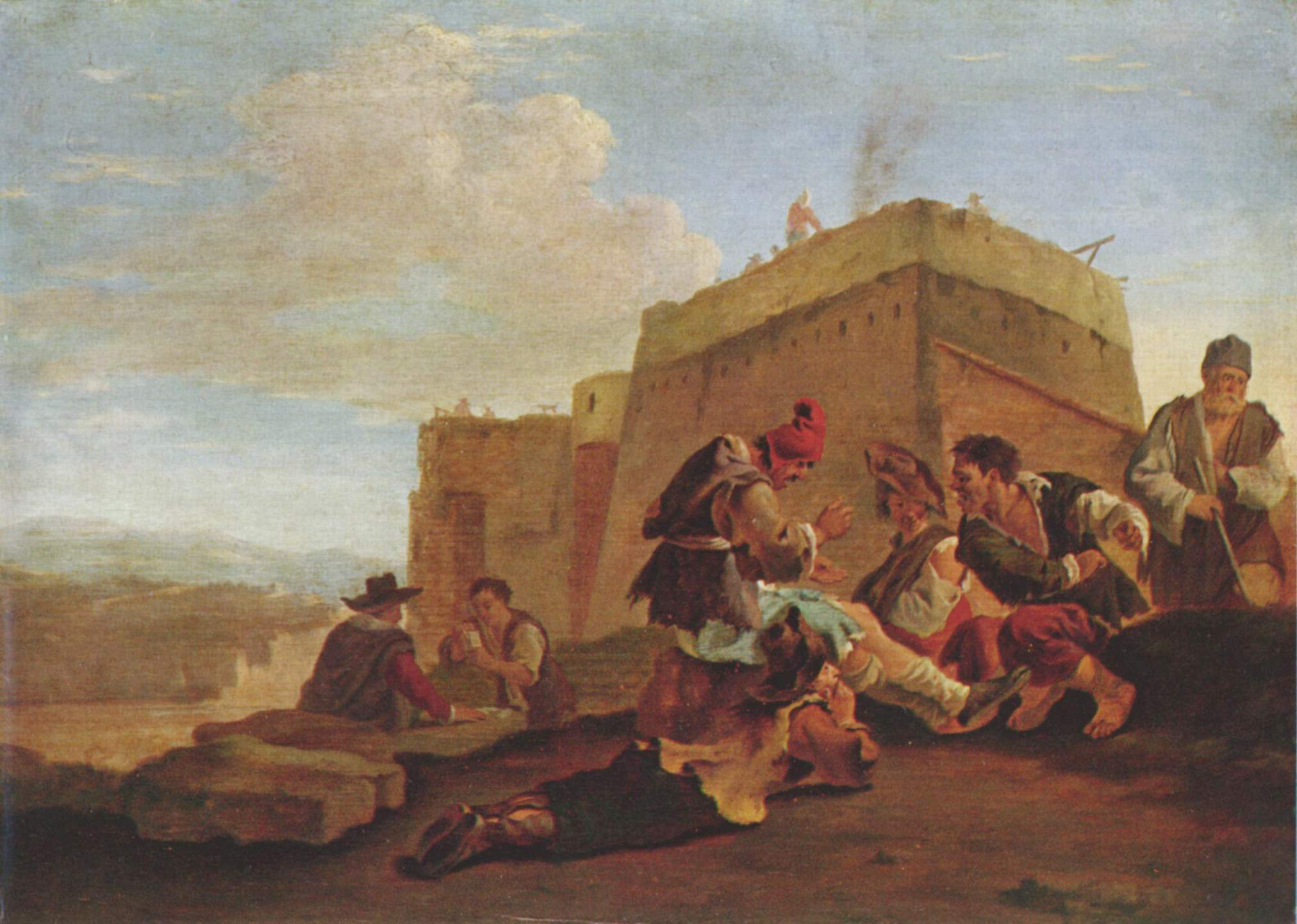
Pieter van Laer: Landschaft mit Mora-Spielern, 1. Hälfte 17. Jahrhundert. Budapester Museum für Schöne Künste

Bambocciade (ital. bambocciata) war ursprünglich eine abwertende Bezeichnung für eine Stilrichtung in der Genremalerei aus Rom. 

## Bildtypus
Die ersten der nicht sehr großformatigen Bambocciade-Bilder, die auf sehr derbe Art Szenen aus dem Volksleben thematisieren und dem „edlen“ Barockklassizismus der Zeit Figuren von Bettlern, Vaganten und kleinen Handwerkern entgegensetzen, stammten vom niederländischen Maler Pieter van Laer. Van Laer lebte und arbeitete in Rom und wurde – erzählt die Legende – wegen seines Äußeren „Bamboccio“ (Lumpenpuppe) genannt.

## Bamboccianti
Während seines Aufenthalts in Rom sammelte sich eine Gruppe flämischer und niederländischer Maler um ihn, die sich „Bamboccianti“ nannten. Wichtiges Vorbild für die Gruppe neben van Laer war Michelangelo Merisi da Caravaggio.
Die Bamboccianti waren anfangs Andries, Jan Both, Karel Dujardin, Jan Miel, Johannes Lingelbach und der Italiener Michelangelo Cerquozzi.  Der Franzose Sébastien Bourdon wurde ebenfalls bei Karrierebeginn mit der lockeren Künstlergruppe in Verbindung gebracht. Weitere Bamboccianti waren Michiel Sweerts, Thomas Wijck, Dirck Helmbreker, Jan Asselijn, Anton Goubau, Willem Reuter und Jacob van Staverden.
Van Laers Malstil geht auf eine lange Tradition zurück, lässt sich unter anderem in Verbindung bringen mit Hieronymus Bosch, Adriaen van Ostade, David Ryckaert, David Teniers dem Jüngeren und David Teniers dem Älteren. 

## Wichtige Vertreter
- Pieter van Laer, Begründer dieses Stils
- Michelangelo Cerquozzi
- Viviano Codazzi
- Aniello Falcone
- Jan Miel
- Johannes Lingelbach
- Michiel Sweerts